# Močile (Vrbovsko)
Pour les articles homonymes, voir Močile.
Močile est une localité de Croatie située dans la municipalité de Vrbovsko, comitat de Primorje-Gorski Kotar. En 2001, la localité comptait 109 habitants.

## Démographie
| 1948 | 1953 | 1961 | 1971 | 1981 | 1991 | 2001 |
| ---- | ---- | ---- | ---- | ---- | ---- | ---- |
| 201  | 186  | 158  | 156  | 151  | 153  | 109  |